# Gaillard Cut

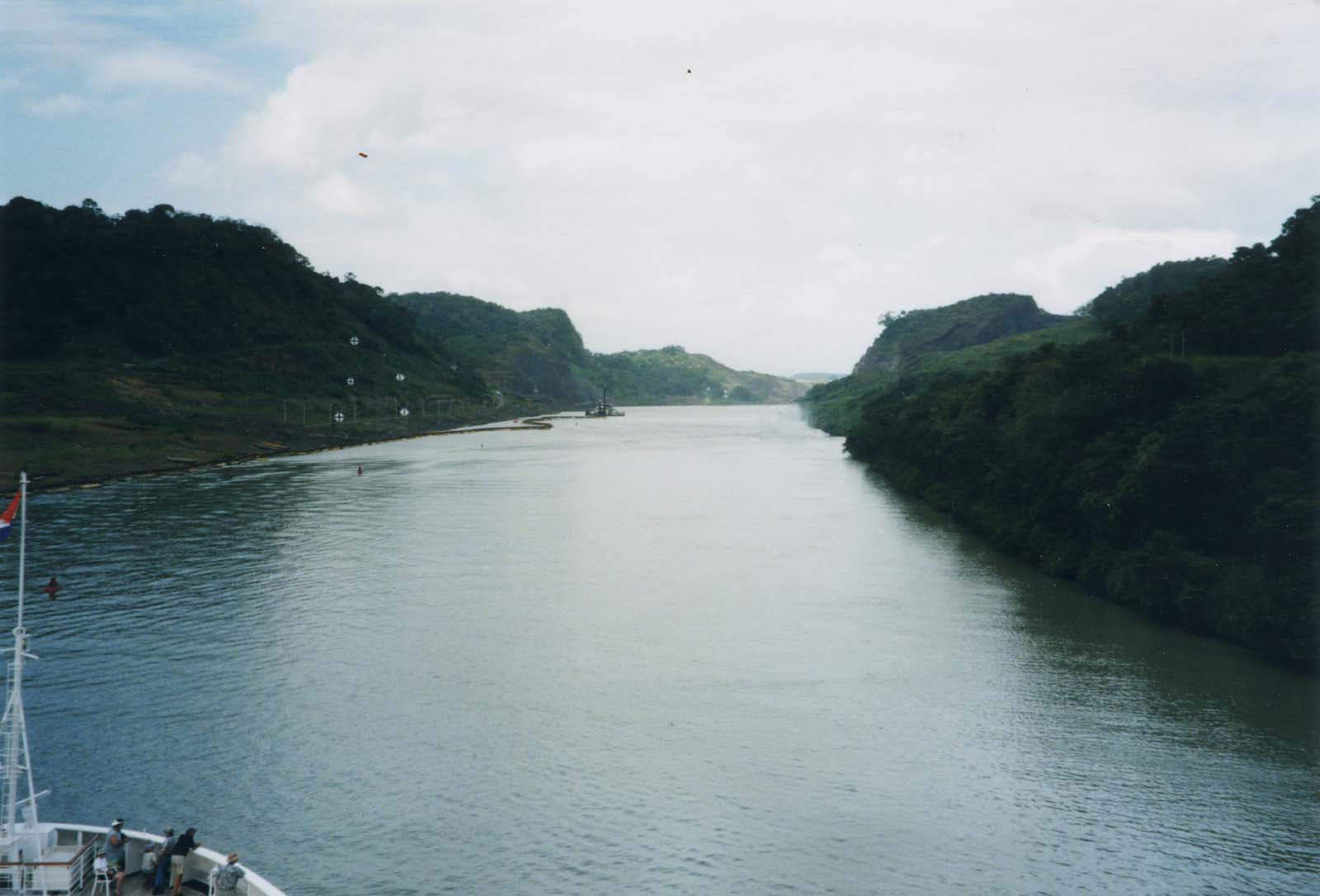
Gaillard Cut.

Gaillard Cut, eller Culebra Cut, är en grävd vattenfylld dal som skär genom 

Panamas inland. Dalen är en del av Panamakanalen, och länkar ihop Gatúnsjön och därmed Atlanten - med Panamabukten och Stilla havet. Dalen är 12,6 kilometer lång från Pedro Miguel-slussarna på Stilla Havssidan av floden Chagres arm i Gatúnsjön, med en höjd över havet på 26 meter. Grävningen av dalen var en av de största ingenjörsprojekten på sin tid; vilket ändå var berättigat att slutföra på grund av den enorma fördel för sjöfarten som en kanal utgjorde och i synnerhet den strategiska nyttan för USA.